# Топтунов, Андрей Алексеевич
Андрей Алексеевич Топтунов (род. 22 июля 2002, Москва, Россия) — российский профессиональный баскетболист, играющий на позиции разыгрывающего защитника.

## Карьера
Топтунов является воспитанником московской СШОР №49 «Тринта», первый тренер — Андрей Вячеславович Шигин.
С 2017 года Топтунов находился в системе команды Суперлиги-1 «Буревестник». В течение 2 сезонов Андрей выступал в составе «Буревестник-Юниор» и помог команде добиться лучших результатов в истории участия в Первенстве ДЮБЛ (8 место – 2019 год; 6 место – 2020 год). В сезоне 2017/2018 Топтунов в среднем за матч набирал 18,4 очка, 4,7 подборов и 5 передач. По итогам финального этапа Первенства ДЮБЛ вошёл в символическую пятерку «Финала восьми». В среднем за матч финального этапа Андрей набирал 24,2 очка, 4,6 передач и 4,9 подборов.
23 декабря 2019 года в матче Суперлиги-1 против «Самары» Топтунов дебютировал на профессинальном уровне. Уже через 2 дня в матче 1/4 Кубка России против «Восток-65» набрал свои первые очки за ярославский клуб – 7 очков, 2 подбора, 1 передача за 24 минуты на площадке.
В сезоне 2020/2021 Топтунов стал самым молодым игроком в истории Суперлиги-1, набравшим 35 очков за матч.
В августе 2021 года Топтунов подписал 3-летний контракт с «Зенитом». В составе команды Андрей стал серебряным призёром Суперкубка Единой лиги ВТБ.
В октябре 2021 года Топтунов был признан «Самым ценным игроком» Единой молодёжной лиги ВТБ. По итогам месяца средние показатели Андрея в 6 матчах составили 19,5 очка, 3,3 подбора, 5,5 передачи и 18,0 балла за эффективность.
В январе 2022 года Топтунов перешёл на правах аренды в «Новосибирск». В 11 матчах Андрей в среднем набирал 13,2 очка, 3,5 передач и 2,3 подбора. В полуфинале Кубка России против команды «Темп-СУМЗ-УГМК» Топтунов набрал рекордные в карьере 36 очков, обновив тем самым лучший результат сезона в турнире.
В марте 2022 года Топтунов вернулся в «Зенит». В составе основной команды Андрей стал чемпионом Единой лиги ВТБ и чемпионом России.
В составе «Зенита-М» Топтунов стал чемпионом Единой молодёжной лиги ВТБ, а также был признан «Самым ценным игроком «Финала восьми».
В сезоне 2022/2023 Топтунов стал победителем Суперкубка Единой лиги ВТБ и серебряным призёром Кубка России. В Единой молодёжной лиге ВТБ Андрей стал бронзовым призёром и был включён в символическую пятёрку «Финала четырёх» турнира.
В июле 2023 года Топтунов подписал контракт с «Енисеем».

## Сборная России
В ноябре 2015 года Топтунов принял участие в VII Российско-Китайских молодежных летних игра в составе юниорской сборной России (до 15 лет).
Летом 2019 года Топтунов принял участие в чемпионате Европы в составе сборной России (до 18 лет). На этом турнире команда заняла 6 место.
В мае 2021 года Топтунов принял участие в просмотровом лагере для кандидатов в сборную России.
В июне 2022 года Топтунов принял участие в Открытом лагере РФБ для кандидатов в сборную России не старше 25 лет, проходящих в возрастные рамки для участия в студенческих соревнованиях.
В январе 2023 года Топтунов принял участие в просмотровом сборе кандидатов в сборную России.

## Достижения
- Чемпион Единой лиги ВТБ: 2021/2022
- Обладатель Суперкубка Единой лиги ВТБ: 2022
- Серебряный призёр Суперкубка Единой лиги ВТБ: 2021
- Чемпион России: 2021/2022
- Серебряный призёр Кубка России: 2022/2023
- Чемпион Единой молодёжной лиги ВТБ: 2021/2022
- Бронзовый призёр Единой молодёжной лиги ВТБ: 2022/2023